# Sufa
Sufa (en hebreo: סוּפָה‎) es un kibutz en el suroeste de Israel, en la zona noroeste del desierto del Néguev de Hevel Shalom. Es dependiente del Concejo Regional Eshkol. En 2021 tenía una población de 227 habitantes.
En las inmediaciones había un paso fronterizo entre Israel y la Franja de Gaza con el nombre del kibutz y que fue cerrado por el estado hebreo definitivamente en 2008.

## Historia
El kibutz fue fundado en 1982 por antiguos residentes de Sufa, un asentamiento israelí en la península del Sinaí que fue evacuado como parte del Tratado de paz egipcio-israelí. Su nombre procede de las fuertes tormentas de polvo que se producían en el asentamiento original. Al norte del kibutz, donde estuvo Nirim entre los años 1946 y 1949, se encuentra el lugar conmemorativo "Dangur", que recuerda a las víctimas del ataque egipcio a Nirim y es un monumento a los ocho soldados caídos.
Sufa fue uno de los pueblos israelíes brevemente bajo control de Hamás durante el conflicto israelí-palestino de octubre de 2023.

## Paso fronterizo con Gaza
El paso fronterizo de Sufa era utilizado por palestinos que trabajaban en granjas israelíes. Durante la Segunda Intifada (2000-2005), el paso fronterizo y la base militar situada junto a él fueron objeto de varios ataques palestinos, y el paso se cerró intermitentemente. En octubre de 2007, el paso se cerró, dejando el paso de Kerem Shalom como único punto de entrada. En noviembre, a pesar de las objeciones de las Fuerzas de Defensa de Israel (FDI), que afirmaban que era más difícil de vigilar que Kerem Shalom, el viceministro de Defensa Matan Vilnai decidió reabrir el paso, que se utilizó entonces para transferir ayuda humanitaria a la Franja.
En mayo de 2008, el paso volvió a cerrarse tras un ataque con mortero que hirió a un soldado de las FDI. Unos días después, miles de palestinos protestaron contra el bloqueo israelí. Según los informes, las FDI hirieron a seis personas en ese incidente. El 1 de junio, unos cuarenta granjeros israelíes protestaron en el paso, en un intento de detener el transporte de mercancías a la Franja a pesar de los continuos bombardeos con cohetes Qassam. Como consecuencia, el paso fronterizo de Sufa se cerró permanentemente en 2008.